# Thysanotus arbuscula
Thysanotus arbuscula är en sparrisväxtart som beskrevs av John Gilbert Baker. Thysanotus arbuscula ingår i släktet Thysanotus och familjen sparrisväxter. Inga underarter finns listade i Catalogue of Life.